# Zaw Moe Aung
Zaw Moe Aung (ur. 26 grudnia 1982) – birmański zapaśnik w stylu klasycznym.
Złoty medalista igrzysk Azji Południowo-Wschodniej w 2013 roku.